# Loxogrammoideae
Loxogrammoideae, potporodica papratnjača, dio porodice Polypodiaceae. Sastoji se od dva roda.

## Povijest potporodice
Potporodica se svojevremeno smatrala zasebnom porodicom Loxogrammaceae, čiji je tipični rod  Loxogramme

## Rodovi
1. Dictymia J. Sm. (2 spp.)
2. Loxogramme (Blume) C. Presl (39 spp.)

## Sinonimi
- Loxogrammaceae Ching ex Pic.Serm., Webbia 29: 11 (1974).